# Iris Rezende
Iris Rezende Machado (Cristianópolis, 22 de dezembro de 1933 — São Paulo, 9 de novembro de 2021) foi um advogado e político brasileiro filiado ao Movimento Democrático Brasileiro (MDB).

## Biografia

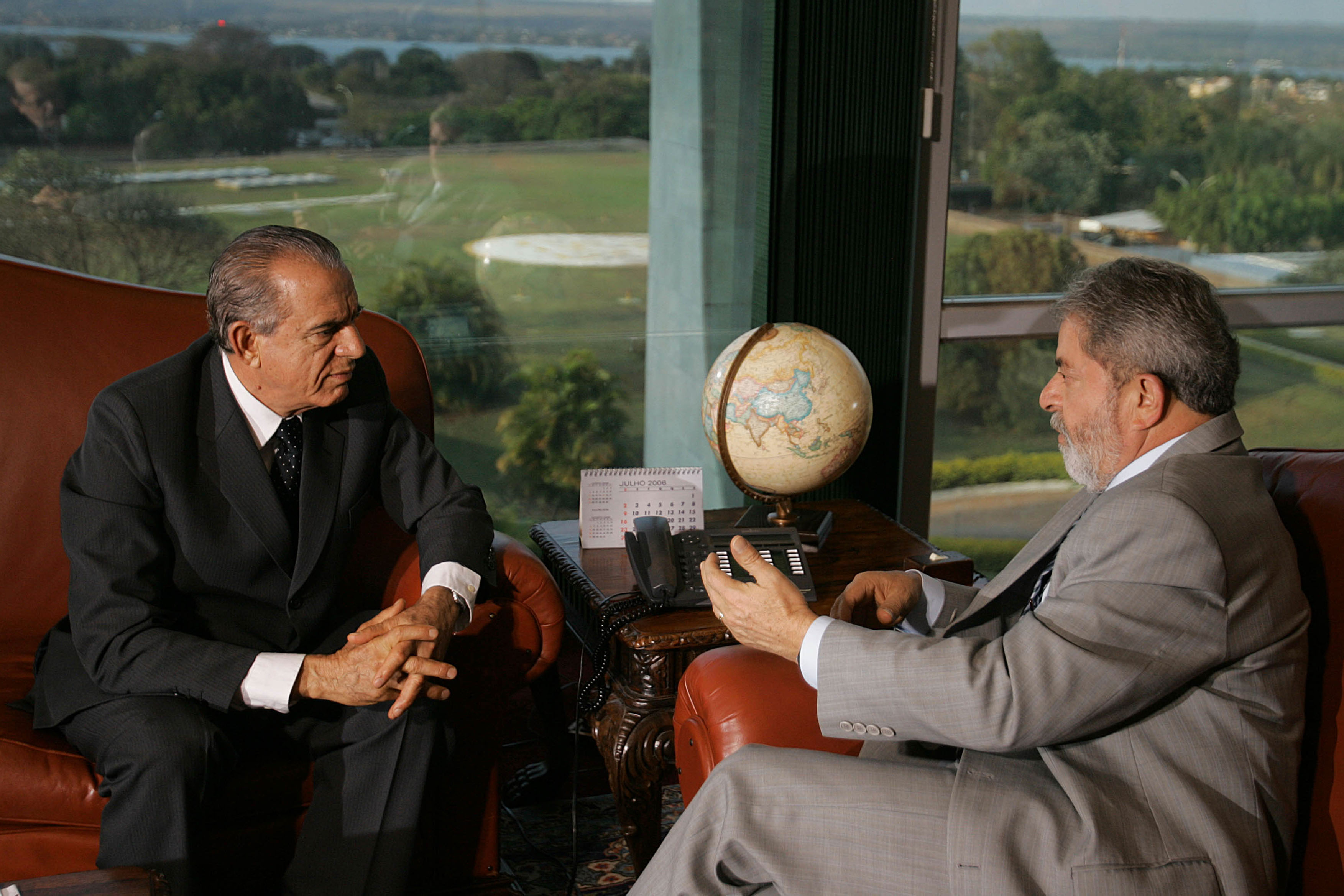
Iris e o então presidente Lula, em 2006.

Aos 16 anos iniciou sua carreira política se candidatando a vereador de Goiânia pelo Partido Trabalhista Brasileiro (PTB), sendo eleito e posteriormente, em 1966, assumindo mandato como prefeito de Goiânia. Também já foi deputado estadual em Goiás, governador do estado por dois mandatos, senador da República por Goiás, ministro da Agricultura no governo José Sarney e da Justiça no governo Fernando Henrique Cardoso (FHC). Foi casado com a também política Iris de Araújo. Vereador em 1958, deputado estadual em 1962 pelo Partido Social Democrático (PSD), foi eleito prefeito de Goiânia em 1965, após derrotar José Ludovico de Almeida.
Com a extinção dos partidos políticos pelo AI-2 na ditadura militar, Iris Rezende se transferiu ao Movimento Democrático Brasileiro (MDB), partido que abrigou os opositores da ditadura. Posteriormente, em 1969 teve seu mandato cassado.
Com a redemocratização em 1979, Íris teve seus direitos políticos restabelecidos e no ano seguinte ingressou no Partido do Movimento Democrático Brasileiro (PMDB), partido sucessor ao MDB.
Governou Goiás pela primeira vez de 1983 a 1986. Depois, foi ministro da Agricultura do governo José Sarney (15 de fevereiro de 1986 a 14 de março de 1990).
Governou o estado pela segunda vez de 1991 a abril de 1994. Eleito senador da República pelo Estado de Goiás em 1994. Presidiu a Comissão de Constituição e Justiça, a mais importante do Senado. Voltou a ser ministro na primeira gestão de FHC, quando comandou a pasta da Justiça (22 de maio de 1997 a 6 de abril de 1998).
Em 1998, candidatou-se a governador goiano, quando foi derrotado por Marconi Perillo. Em 2002, concorreu ao senado, sendo derrotado por Demóstenes Torres (PFL) e Lúcia Vânia (PSDB).
Em 2004, candidatou-se a prefeitura de Goiânia, obtendo 299 272 votos, ou 47,47% dos votos válidos no primeiro turno. No segundo turno enfrentou o então prefeito Pedro Wilson (PT), derrotando-o com 56% dos votos válidos, somando quase 350 mil votos.
Íris foi reeleito prefeito de Goiânia nas eleições municipais de 2008. No dia 1º de abril de 2010, renunciou ao cargo para poder ser candidato nas eleições do mesmo ano. O então vice-prefeito Paulo Garcia assumiu a prefeitura.
Novamente em 2010 e em 2014, candidatou-se a governador do estado de Goiás, quando foi derrotado mais duas vezes por Marconi Perillo (PSDB).
Em fevereiro de 2013, o Tribunal de Justiça de Goiás reformou a decisão de 1ª instância, absolvendo Iris Rezende da acusação de improbidade administrativa. Destaca-se que Iris Rezende não é compadre de Hamilton Carneiro, o qual não é sócio da empresa relacionada no respectivo processo judicial.

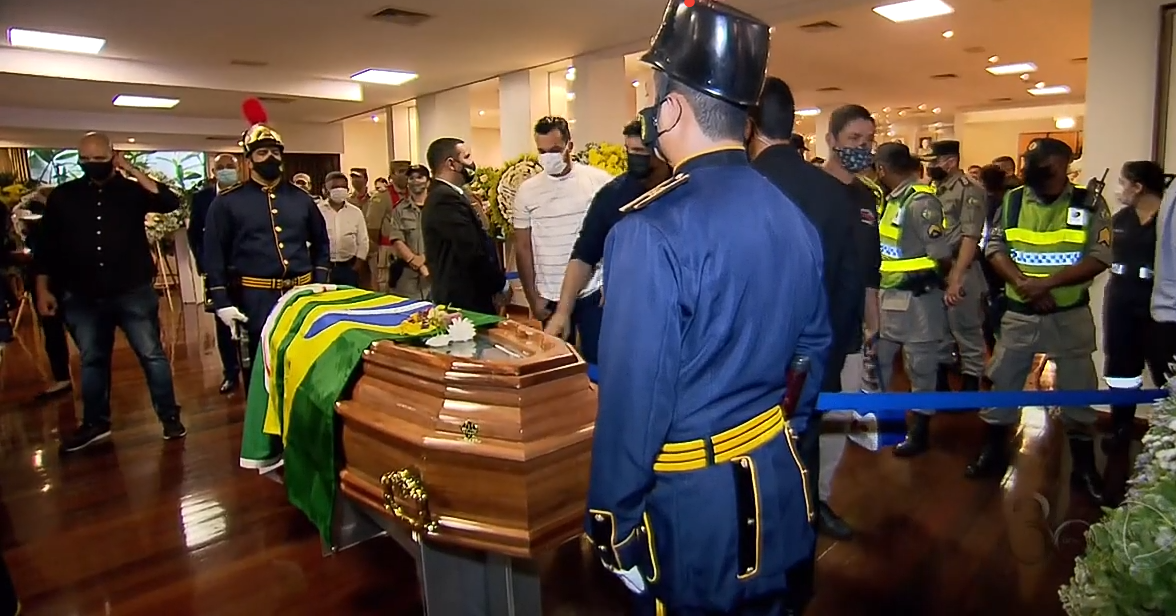
Velório de Iris Resende

Iris Rezende foi eleito pela quarta vez prefeito de Goiânia no segundo turno das eleições 2016. Ele recebeu 57,70% dos votos.
Em agosto de 2020, Rezende afirmou que não seria candidato a reeleição para prefeitura de Goiânia. Após o anúncio, o pleito ficou incerto: segundo uma pesquisa eleitoral realizada pelo Instituto Goyaz, Íris pontuou com 54,4% das intenções de votos.

## Desempenho em eleições
| Ano  | Eleição               | Candidato a       | Partido | Coligação                                                                                     | Suplentes/Vices                              | Votos     | Resultado  |
| ---- | --------------------- | ----------------- | ------- | --------------------------------------------------------------------------------------------- | -------------------------------------------- | --------- | ---------- |
| 1958 | Municipal de Goiânia  | Vereador          | PTB     | —                                                                                             | —                                            | 1.548     | Eleito     |
| 1962 | Estaduais em Goiás    | Deputado estadual | PSD     | —                                                                                             | —                                            | 10.188    | Eleito     |
| 1965 | Municipal de Goiânia  | Prefeito          | PSD     |                                                                                               | Gabriel Elias                                | 27.058    | Eleito     |
| 1982 | Estaduais em Goiás    | Governador        | MDB     | PMDB (sem coligação)                                                                          | Onofre Quinan                                | 964.179   | Eleito     |
| 1990 | Estaduais em Goiás    | Governador        | MDB     | Mutirão e Progresso PMDB, PL, PCB, PTR                                                        | Maguito Vilela                               | 889.927   | Eleito     |
| 1994 | Estaduais em Goiás    | Senador           | MDB     | Progresso em Dobro PMDB, PL, PRN, PRP                                                         | Otoniel Machado Cyro Miranda Jr.             | 1.133.985 | Eleito     |
| 1998 | Estaduais em Goiás    | Governador        | MDB     | Goiás Rumo ao Futuro PMDB, PSD, PSB, PL, PPS, PSC, PSL, PST, PAN, PTN, PRN, PRP, PRTB, PTdoB  | Romilton Moraes                              | 1.015.340 | Não Eleito |
| 2002 | Estaduais em Goiás    | Senador           | MDB     | PMDB (sem coligação)                                                                          | Cirilo Marcos Alves Marilene Custódio Borges | 1.047.827 | Não Eleito |
| 2004 | Municipais de Goiânia | Prefeito          | MDB     | Goiânia: Ação e Participação PMDB, PSC, PRONA                                                 | Valdivino Oliveira                           | 349.133   | Eleito     |
| 2008 | Municipais de Goiânia | Prefeito          | MDB     | Goiânia em Primeiro Lugar PMDB, PT, PDT, PSDC, PSL, PRTB, PHS, PMN, PTC, PRP, PCdoB, PSC, PRB | Paulo Garcia                                 | 472.319   | Eleito     |
| 2010 | Estaduais em Goiás    | Governador        | MDB     | Goiás Rumo ao Futuro PMDB, PT, PCdoB                                                          | Marcelo Melo                                 | 1.376.188 | Não Eleito |
| 2016 | Municipais de Goiânia | Prefeito          | MDB     | "Experiência e Confiança" * PMDB, PRP, DEM, PDT e PRTB e PTC                                  | Major Araújo                                 | 379.318   | Eleito     |

## Morte
Iris Rezende morreu em 9 de novembro de 2021 no Hospital Vila Nova Star, em São Paulo, após complicações decorrentes de um acidente vascular cerebral (AVC).